# یاک سالومتس
یاک سالومتس (استونیایی: Jaak Salumets؛ زادهٔ ۳۰ ژانویهٔ ۱۹۴۹) بازیکن بسکتبال اهل اتحاد جماهیر شوروی سوسیالیستی و استونی بود.
از باشگاه‌هایی که در آن بازی کرده‌است می‌توان به باشگاه بسکتبال کالو اشاره کرد.
وی در مسابقات کشوری و بین‌المللی در مجموع برندهٔ ۱ مدال برنز شده‌است.